# Benedikt von Ahlefeldt (Propst)
Benedikt (Bendix) von Ahlefeldt (* um 1435 auf Gut Seegaard bei Kliplev; † um 1505 in Haseldorf) war ein dänischer Amtmann und Klosterpropst zu Uetersen.

## Leben
Benedikt von Ahlefeldt war der Sohn von Nicolaus von Ahlefeldt und Itha (geb. von Breiden) und der erste der Haseldorfer Linie der Ahlefeldts. Seine Frau war Anne von Ahlefeldt, Tochter von Hans von Ahlefeldt auf Lehnkuhlen. Er war Königlich Dänischer Raths- und Amtsmann von Flensburg und Klosterpropst in Uetersen und wurde am 27. Juni bzw. 14. August 1501 zuletzt als „Mitlober“ in einer Urkunde als Klosterpropst genannt. Dieses Amt führte er von 1501 bis 1504 aus, er starb um 1505 in Haseldorf. Sein Nachfolger wurde Johann von der Wisch.
Seine weiteren Nachkommen sind unter anderen:
- Benedikt von Ahlefeldt (1593–1634), Erbherr auf Haseldorf, Osterrade, Kluvensiek und Klosterprobst zu Uetersen.
- Detlev von Ahlefeldt († 1599), Erbherr zu Haseldorf, Haselau und Kaden ermordet von
- Marquard von Ahlefeldt (1571–1608), Herr zu Haselau und Kaden
- Benedikt von Ahlefeldt (1678–1757), Gutsherr, mäzenatischer Direktor der Hamburger Oper, Klosterprobst zu Uetersen